# Weingut Rudolf Fürst

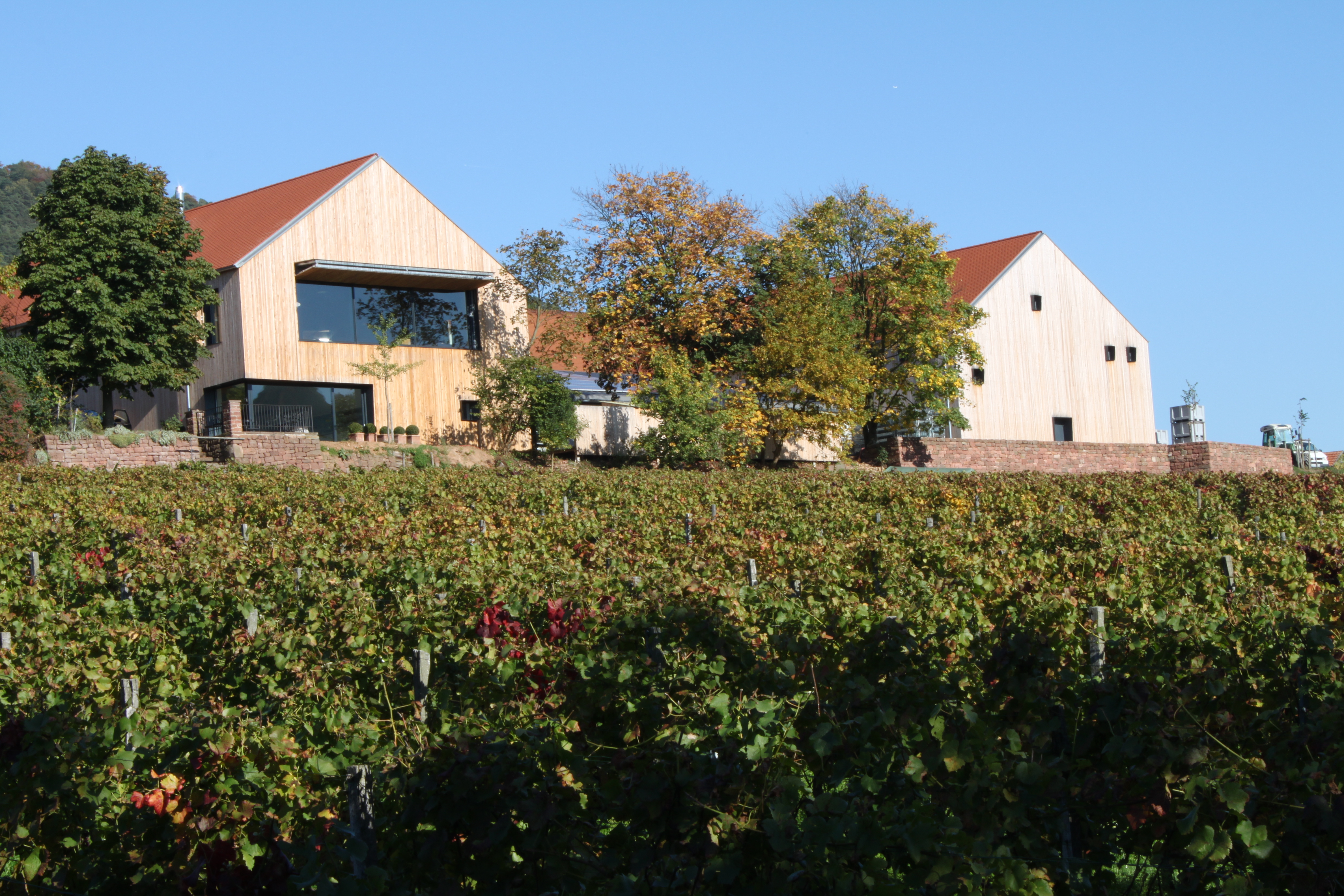
Weingut Rudolf Fürst (2010)

Das Weingut Rudolf Fürst ist ein fränkischer Weinproduzent in Bürgstadt. Die Familie Fürst ist seit 1638 als Weinproduzent nachgewiesen.

## Geschichte, Schwerpunkte und Kennzahlen
Als Churfränkischer Weinbetrieb hat das Weingut eine fast 400 Jahre alte Weinanbaugeschichte. 1979 errichteten Paul und Monika Fürst die neuen Gutsgebäude am Hohenlindenweg in den Weinbergen des Centgrafenbergs ⊙, seit 2007 wurde der Betrieb gemeinsam von Paul und Sohn Sebastian Fürst geführt. Sebastian Fürst (Oenologiestudium in Geisenheim und Praktika im Ausland) übernahm mit seiner Frau Isabell den Betrieb im Jahr 2018.
Paul und Sebastian Fürst waren bereits früh im regen Austausch mit internationalen großen Pinot Noir Weingütern, um in Deutschland die Feinheiten der Rebsorte Spätburgunder besser zur Geltung zu bringen. Als Mitglied im Verband Deutscher Prädikatsweingüter (VDP) seit 1980 stehen die ökologische Ausrichtung sowie ein konsequenter burgundischer Anbaustil im Vordergrund.
Beim Staatsbesuch des finnischen Präsidenten Martti Ahtisaari im November 1994 wurde beim Abendessen bei Bundespräsident Roman Herzog ein 1992er Bürgstadter Centgrafenberg Spätburgunder trocken vom Weingut Rudolf Fürst gereicht.
Das Weingut umfasst insgesamt 21 Hektar Rebfläche und produziert rund 120.000 Flaschen im Jahr.

## Lagen
Bewirtschaftet werden Weinberge auf extrem steilen Hanglagen, davon rd. 60 % Spätburgunderreben. Als beste Pinot Grand Cru Gewächse gelten im Bürgstadter Berg der Centgrafenberg und, als Aushängeschild des Weingutes, der Hundsrück, sowie in Klingenberg am Main der Schlossberg ⊙. Zunehmend an Bedeutung gewonnen haben die großen Chardonnay-/Weissen Burgunderlagen in Astheim und im Bürgstadter Berg. Die besten Rieslingtrauben für das mineralisch Große Gewächs kommen aus terrassierten Parzellen, die schon auf die Erzbischöfe von Mainz zurückgehen.

## Weine und Rebsortenspiegel
Der Spätburgunder ist in dieser Gegend die dominierende Rebsorte mit traditionsreichen, feinsten Rotweinen. Diese profitieren neben dem milden Mikroklima im Mainviereck besonders von den morschen Verwitterungsschichten des eisenhaltigen, roten Felsens auf zum Teil kulturgeschichtlich beeindruckenden Trockensteinmauern.
Die folgenden Rebsorten befanden sich im Jahr 2020 im Sortiment des Weingutes
- Spätburgunder & Frühburgunder, 60 %
- Weissburgunder, 10 %
- Silvaner und Chardonnay 15 %
- Riesling, 15 %[1]

## Auszeichnungen & Prämierungen
Paul und Sebastian Fürst stehen für eine Vielzahl hochwertiger nationaler und internationaler Auszeichnungen.
- Paul Fürst: Gault Millau Winzer des Jahres 2003[4]
- Sebastian Fürst Falstaff Wine Trophy 2018[5]
- Sebastian Fürst Vinum Weinguide 2022 Winzer des Jahres[6]